# Gyrinophilus palleucus
Gyrinophilus palleucus (tên tiếng Anh: Tennessee Cave Salamander) là một loài kỳ giông trong họ Plethodontidae.
Nó là loài đặc hữu của Dãy Appalachia ở miền đông Bắc Mỹ.
Các môi trường sống tự nhiên của chúng là carxtơ nội địa và hang.
Nó bị đe dọa do mất môi trường sống.